# Western Cemetery (Port Louis)
Der Western Cemetery (Westfriedhof) ist ein Friedhof in Port Louis, der Hauptstadt von Mauritius.
Ursprünglich wurde ein Teil des heutigen Parks Company Gardens als Friedhof genutzt. Dieses Gelände war sumpfig und daher für eine Bebauung ungeeignet. Unter dem Gouverneur Desroches (1769–1772) wurde das Gelände trockengelegt und die Friedhofsnutzung eingestellt. Stattdessen wurde ein neuer Friedhof außerhalb der Stadt, der heutige Western Cemetery, angelegt.
Der Friedhof befindet sich im Ortsteil Les Salines, benachbart zum öffentlichen Park Robert Edward Heart Gardens. Nach einer Reihe von Erweiterungen besteht die gesamte Friedhofsanlage in Les Salines aus den benachbarten Friedhöfen St Georges, Gebert, Western und dem Muslimischen Friedhof. Daneben besteht im Ortsteil Roche Bois der Eastern Cemetery (Ostfriedhof). Alle Friedhöfe werden von dem Publik Health Department des Municipal Council of Port Louis betrieben.
Eine Reihe von Grabstätten auf dem Friedhof steht unter Denkmalschutz:
- Grab von Charles Henry Leal
- Grab von Colonel Joseph Yates
- Grab von D'Archibald de Litchfield
- Grab von Dominus Arthur Chichester
- Grab von Dr. F. Dauban
- Grab von General Jacob de Cordemoy
- Grab von Leoville L'Homme
- Grab von Lislet Geoffroy
- Grab von Louis Lechelle
- Grabdenkmal von Revd. Mère Barthélemy
- Grabdenkmal von Dr. Aimé Joseph Mailloux
- Grabdenkmal von Rémy Ollier
- Grabdenkmal von Revd. Jean Lebrun
- Grab von Prosper d'Epinay
- Grab von Revd. Sommuel Rock
- Grab von Sir Lionel Smith
- Grab von Sir Robert Barclay
- Grab von S.R.B. Swinny
- Grab von Charles Baissac
- Grab von Dr. Onesipho Beaugeard
- Grab von Wenceslas Bojer
- Grab von Jean Pascal Dujonc de Boisquesnay